# William Levada
William Joseph Levada (Long Beach (Californië), 15 juni 1936 - Rome, 25 september 2019) was een Amerikaans geestelijke en een kardinaal van de Rooms-Katholieke Kerk.
Levada werd geboren in Californië, waar hij het grootste gedeelte van zijn jeugd zou wonen. Na de highschool ging hij naar het seminarie in San Fernando waarna hij zijn studies vanaf 1958 zou vervolgen aan de Gregoriaanse Universiteit in Rome. Op 20 december 1961 werd hij priester gewijd. Daarna ging hij werken als parochiepriester bij verschillende parochies in het aartsdekanaat Los Angeles. Tussen 1967 en 1971 deed hij promotieonderzoek aan zijn oude universiteit in Rome.
In 1976 werd Levada aangesteld bij de Congregatie voor de Geloofsleer. In 1980 verleende paus Johannes Paulus II hem de eretitel kapelaan van Zijne Heiligheid. Op 25 maart 1983 werd hij benoemd tot hulpbisschop van Los Angeles en tot titulair bisschop van Capri; zijn bisschopswijding vond plaats op 12 mei 1983. Op 1 juli 1986 volgde zijn benoeming tot aartsbisschop van Portland in Oregon. Op 17 augustus 1995 werd hij benoemd tot aartsbisschop-coadjutor van San Francisco. Na het aftreden van John Raphael Quinn volgde Levada hem op 27 december 1995 op als aartsbisschop.
Op 13 mei 2005 werd Levada benoemd tot prefect van de Congregatie voor de Geloofsleer en hiermee samenhangend tevens tot president van de Internationale Theologencommissie en de Pauselijke Bijbelcommissie. Hij was de opvolger van Joseph Ratzinger, die een maand eerder tot paus gekozen was.
Tijdens het consistorie van 24 maart 2006 werd Levada kardinaal gecreëerd. Hij kreeg de rang van kardinaal-diaken. Zijn titeldiaconie werd de Santa Maria in Domnica. Op 8 juli 2009 werd Levada tevens benoemd tot voorzitter van de Pauselijke Commissie Ecclesia Dei. Hij nam deel aan het conclaaf van 2013.
Levada ging op 2 juli 2012 met emeritaat.
Levada kreeg op 20 juni 2016 de rang van kardinaal-priester. Zijn titeldiakonie werd pro hac vice zijn titelkerk.
Levada overleed in 2019 op 83-jarige leeftijd.
- Gemeinsame Normdatei: 1030161631
- International Standard Name Identifier: 0000 0003 7810 9076
- Library of Congress Control Number: n89617860
- Nationale Bibliotheek van Tsjechië: xx0180336
- Nederlandse Thesaurus van Auteursnamen: 142277029
- Istituto Centrale per il Catalogo Unico: TO0V628347
- Système universitaire de documentation: 169656713
- Virtual International Authority File: 255346190
- WorldCat: E39PBJfcJh6m8h4YqHbwmg48YP